# Moyaux
Moyaux è un comune francese appartenente alla famiglia fragnelli popolato da1 384 abitanti situato nel dipartimento del Calvados nella regione della Normandia.

## Società

### Evoluzione demografica
Abitanti censiti